# The Mummy's Tomb
The Mummy's Tomb é um filme estadunidense de 1942, do gênero horror, dirigido por Harold Young, com roteiro de Griffin Jay e Henry Sucher.
Esta sequência dos filmes The Mummy (1932) e The Mummy's Hand (1940) marca a estreia de Lon Chaney Jr. como a múmia Kharis, papel que repetiria posteriormente em The Mummy's Curse e The Mummy's Ghost, ambos de 1944.
É o terceiro filme da Universal a apresentar o personagem Múmia, mas o segundo a chamá-la de Kharis.

## Sinopse
Trinta anos depois de profanar a tumba de Ananka e enfrentar seu guardião, a múmia Kharis (Lon Chaney Jr.), Steve Banning está velho e constitui família. Mas Kharis e seu Sacerdote não morreram e prometem vingança a toda linhagem dos Banning. Sendo assim, vão para os Estados Unidos trazer terror aos familiares dos arqueólogos que ficaram famosos e ricos há mais de 30 anos com a profanação da tumba sagrada da princesa Ananka. 

## Elenco
- Lon Chaney, Jr. ... Kharis
- Turhan Bey ... Mehemet Bey
- John Hubbard ... Dr. John Banning
- Elyse Knox ... Isobel Evans
- Wallace Ford ... 'Babe' Hanson
- Dick Foran ... Stephen Banning
- George Zucco ... Andoheb

## Recepção da crítica
As críticas ao filme são em sua maioria negativas. Alguns críticos de cinema sentiram que o filme não conseguiu alcançar os padrões de outros filmes de terror da Universal. Timothy Jansonon da página Sci-Fi Movie Page escreve: "The Mummy's Tomb apresenta melhorias em relação ao filme anterior (The Mummy's Hand de 1940), graças a Lon Chaney Jr., que assume o papel do monstro".
Marcos Brolia do portal 101 Horror Movies escreveu que: "na verdade, The Mummy's Tumb é melhor do que The Mummy's Hand. Trazer o monstro para os EUA foi uma decisão acertada, já que não havia mais o que explorar em sua estada nas areias do Cairo".